# Chaosphere
Chaosphere è il terzo album in studio del gruppo musicale svedese Meshuggah, pubblicato il 29 ottobre 1998 dalla Nuclear Blast.

## Tracce
1. Concatenation – 4:17
2. New Millennium Cyanide Christ – 5:36
3. Corridor of Chameleons – 5:02
4. Neurotica – 5:20
5. The Mouth Licking What You've Bled – 3:57
6. Sane – 3:49
7. The Exquisite Machinery of Torture – 3:56
8. Elastic – 15:30

## Formazione
- Jens Kidman – voce
- Gustaf Hielm – basso
- Tomas Haake – batteria
- Mårten Hagström – chitarra
- Fredrik Thordendal – chitarra